# Можжевельник западный
Можжеве́льник за́падный (лат. Juníperus occidentális) — вид растений рода Можжевельник семейства Кипарисовые, в природных условиях растёт в горных районах на западе США на высоте 800—3000 м над уровнем моря.

## Описание
Кустарники или деревья, однодомные либо двудомные, высотой до 26—30 м, с одним стволом. Крона коническая или закруглённая. Кора от красно-коричневого до коричневого цвета, шелушится тонкими полосками; на маленьких веточках (5—10 мм толщиной) гладкая; на больших шелушится чешуйками либо хлопьями. Ветви расходятся горизонтально либо вверх, веточки прямые, в поперечном сечении трёх-четырёхугольные, по длине составляют ⅔ либо менее от длины чешуйчатых листьев.
Листья зелёные, расположены на стебле супротивно двумя парами крест-накрест либо по три вокруг стебля; железы в нижней части овальные либо эллиптические, хорошо заметны, с жёлтыми или белыми выделениями, на краях имеют зубчики. Зрелые листья чешуйчатые, 1—3 мм длиной (до 5 мм на основном побеге) и 1—1,5 мм шириной, не накладываются друг на друга, круглые, на конце могут быть как острые, так и тупоконечные. Молодые листья (на молодых сеянцах только) игольчатые, 5—10 мм длиной.
Женские шишки в виде ягод (шишкоягоды), 5—10 мм в диаметре, сине-коричневые, с белым восковым налётом, вызревают раз в 2 года, содержат от одного до трёх семян. Мужские шишки 2—4 мм длиной, пыльцу сбрасывают ранней весной.
|                                       |  |  |
| Слева направо: шишкоягоды, кора, хвоя |  |  |

## Распространение

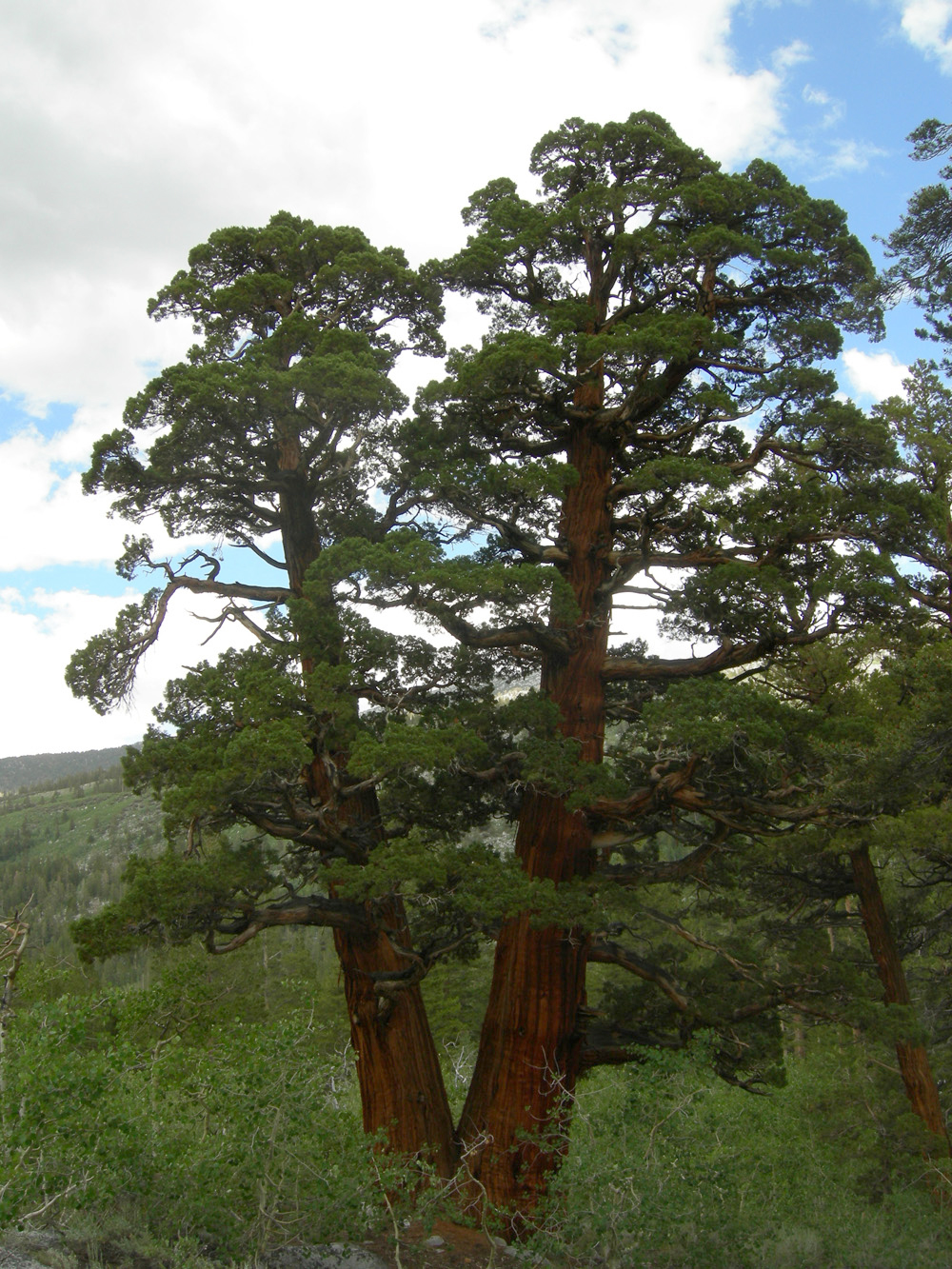
Juniperus occidentalis subsp. australis в западной Сьерра-Неваде

Встречается в американских штатах Вашингтон, Орегон, Айдахо, Невада и Калифорния. Растёт на сухих скалистых участках, где меньше конкуренции с более крупными деревьями, такими как сосна жёлтая и псевдотсуга Мензиса (Pseudotsuga menziesii).
В Национальном лесу Станислаус (англ. Stanislaus National Forest) в Калифорнии растёт дерево, чей возраст определяется примерно в 3 000 лет. Высота этого дерева 26 м, толщина 3,88 м.

## Экология
Шишкоягодами можжевельника западного питаются некоторые виды птиц, включая странствующего дрозда (Turdus migratorius), чёрного свиристеля (Phainopepla nitens) и кедрового свиристеля (Bombycilla cedrorum). Птицы хорошо переваривают мясистые чешуйки шишек и в дальнейшем способствуют распространению неперевариваемых семян.
Растения часто становятся жертвой корневого рака, возникающего в результате заражения грибком Oligotrophus betheli.

## Классификация
Различают две разновидности можжевельника западного:
- Juniperus occidentalis var. occidentalis [= Sabina occidentalis Antoine]. Юго-восток штата Вашингтон, восток и центр штата Орегон, юго-запад штата Айдахо, северо-восток штата Калифорния и северо-запад штата Невада, к северу от 40° 30' северной широты. Кустарник или небольшое дерево 4—15 м высотой. Шишки 7—10 мм толщиной. Соотношение однодомных и двудомных растений приблизительно 50:50.
- Juniperus occidentalis var. austrális (Vasek) A.H.Holmgren & N.H.Holmgren. Калифорния и южная Невада, южнее 40° 30' северной широты. Растёт в горах Сьерра-Невада и Сан-Бернардино. Средних размеров деревья 12—26 м высотой с прямым стволом до 3 м в диаметре. Шишки 3—9 мм толщиной. Большинство деревьев двудомные, но 5—10 % являются однодомными.